# كالكاسا (ميشيغان)
كالكاسا (بالإنجليزية: Kalkaska, Michigan)‏ هي قرية تقع في الولايات المتحدة في مقاطعة كالكاسكا. يقدر عدد سكانها بـ 2,020 نسمة ومساحتها 8.21 كم2 وترتفع عن سطح البحر 315 متر.

## التركيبة السكانية
قام مكتب تعداد الولايات المتحدة بتحديد بيانات التركيبة السكانية لكالكاسا في تعداد الولايات المتحدة. في ما يلي، التركيبة السكانية حسب تعدادي 2000 و2010.

### تعداد عام 2000
بلغ عدد سكان كالكاسا 2,226 نسمة بحسب تعداد عام 2000، وبلغ عدد الأسر 881 أسرة وعدد العائلات 540 عائلة مقيمة في القرية.
وتوزع التركيب العرقي للقرية بنسبة 96.32% من البيض و 1.03% من الأمريكيين الأصليين و 0.72% من الأمريكيين ذوي الأصول الآسيوية و 0.67% من الأمريكيين الأفارقة و 1.21% من عرقين مختلطين أو أكثر.
بلغ عدد الأسر 881 أسرة كانت نسبة 33.7% منها لديها أطفال تحت سن الثامنة عشر تعيش معهم، وبلغت نسبة الأزواج القاطنين مع بعضهم البعض 38.3% من أصل المجموع الكلي للأسر، ونسبة 18.3% من الأسر كان لديها معيلات من الإناث دون وجود شريك، وكانت نسبة 38.6% من غير العائلات. تألفت نسبة 32.8% من أصل جميع الأسر من أفراد ونسبة 14.3% كانوا يعيش معهم شخص وحيد يبلغ من العمر 65 عاماً فما فوق. وبلغ متوسط حجم الأسرة المعيشية 2.94، أما متوسط حجم العائلات فبلغ 2.35.
بلغ العمر الوسطي للسكان 35 عاماً. وكانت نسبة 10.6% بين الثامنة عشر والأربعة وعشرون عاماً، ونسبة 26.7% كانت واقعةً في الفئة العمرية ما بين الخامسة والعشرون حتى والأربعة وأربعون عاماً، ونسبة 19.4% كانت ما بين الخامسة والأربعون حتى الرابعة والستون، ونسبة 17.2% كانت ضمن فئة الخامسة والستون عاماً فما فوق. يوجد لكل 100 أنثى 88.3 ذكر، ويوجد لكل 100 أنثى في الثامنة عشر من عمرها فما فوق 82.5 ذكر.
بلغ متوسط دخل الأسرة في القرية 27,891 دولار، أما متوسط دخل العائلة فبلغ 33,651 دولار. وكان متوسط دخل الذكور 26,901 دولار مقابل 19,333 دولار للإناث. وسجل دخل الفرد الخاص بالقرية 13,028 دولار. وكانت نسبة 15.3% من العائلات ونسبة 16.4% من السكان تحت خط الفقر، وكان من هؤلاء نسبة 19.7% تحت سن الثامنة عشر ونسبة 19.4% في الخامسة والستين من العمر وما فوق.

### تعداد عام 2010
بلغ عدد سكان كالكاسا 2,020 نسمة بحسب تعداد عام 2010، وبلغ عدد الأسر 871 أسرة وعدد العائلات 482 عائلة مقيمة في القرية. في حين سجلت الكثافة السكانية 647.4 نسمة لكل ميل مربع (250.0/كم2). وبلغ عدد الوحدات السكنية 1,015 وحدة بمتوسط كثافة قدره 325.3 لكل ميل مربع (125.6/كم2).
وتوزع التركيب العرقي للقرية بنسبة 95.6% من البيض و 1.3% من الأمريكيين الأصليين و 0.6% من الأمريكيين ذوي الأصول الآسيوية و 0.6% من الأمريكيين الأفارقة و 1.7% من عرقين مختلطين أو أكثر.
بلغ عدد الأسر 871 أسرة كانت نسبة 29.2% منها لديها أطفال تحت سن الثامنة عشر تعيش معهم، وبلغت نسبة الأزواج القاطنين مع بعضهم البعض 33.4% من أصل المجموع الكلي للأسر، ونسبة 16.0% من الأسر كان لديها معيلات من الإناث دون وجود شريك، بينما كانت نسبة 6.0% من الأسر لديها معيلون من الذكور دون وجود شريكة وكانت نسبة 44.7% من غير العائلات. تألفت نسبة 38.6% من أصل جميع الأسر من أفراد ونسبة 18.3% كانوا يعيش معهم شخص وحيد يبلغ من العمر 65 عاماً فما فوق. وبلغ متوسط حجم الأسرة المعيشية 2.90، أما متوسط حجم العائلات فبلغ 2.22.
بلغ العمر الوسطي للسكان 37.9 عاماً. وكانت نسبة 23.4% من القاطنين تحت سن الثامنة عشر، وكانت نسبة 9.8% بين الثامنة عشر والأربعة وعشرون عاماً، ونسبة 25.3% كانت واقعةً في الفئة العمرية ما بين الخامسة والعشرون حتى والأربعة وأربعون عاماً، ونسبة 24.3% كانت ما بين الخامسة والأربعون حتى الرابعة والستون، ونسبة 17.1% كانت ضمن فئة الخامسة والستون عاماً فما فوق. وتوزع التركيب الجنسي للسكان بنسبة 46.9% ذكور و53.1% إناث.